# Drake & Josh (computerspel)
Drake & Josh is een videospel gebaseerd op de Amerikaanse televisieserie Drake & Josh. Dit spel kan gespeeld worden op de Game Boy Advance.

## Gameplay
In het spel kan de speler spelen met verschillende personages uit het tv-programma, zoals de hoofdrolspelers Drake en Josh. Het hoofddoel van het spel is het oplossen van problemen.